# Campanula speciosa
Campanula speciosa là loài thực vật có hoa trong họ Hoa chuông. Loài này được Pourr. mô tả khoa học đầu tiên năm 1788.